# Shaker-sekten
Shakere (på dansk også Rysterne) er et religiøst samfund i USA, der havde sin rod i kvækerne, hvorfra de blev udskilt i 1774. Shakerne regnes for en kristen frikirke, selv om der er meget store forskelle til anden kristendom. Grundlæggeren hed Ann Lee og var født i Manchester i 1736.
Shakerne havde i midten af det 19. århundrede omkring 6.000 tilhængere, men i dag betragtes den som (så godt som) uddød.
Af mange huskes shakerne primært for deres møbelkunst: shakermøbler er en særlig stilart og et samlerobjekt.